# Suchy Las (Mazovie)
Pour les articles homonymes, voir Suchy Las.
Suchy Las (prononciation : [ˈsuxɨ ˈlas]) est un village polonais de la gmina de Michałowice dans le powiat de Pruszków de la voïvodie de Mazovie dans le centre-est de la Pologne.
Il se situe à environ 5 kilomètres au sud-ouest de Michałowice (siège de la gmina), 6 kilomètres au sud-est de Pruszków (siège du powiat) et à 14 kilomètres au sud-ouest de Varsovie (capitale de la Pologne).

## Histoire
De 1975 à 1998, le village appartenait administrativement à la voïvodie de Varsovie.